# Litsea neocaledonica
Litsea neocaledonica är en lagerväxtart som beskrevs av Spencer Le Marchant Moore. Litsea neocaledonica ingår i släktet Litsea och familjen lagerväxter. Inga underarter finns listade i Catalogue of Life.